# Nado sincronizado no Campeonato Mundial de Esportes Aquáticos de 2015 - Rotina livre dueto
A rotina livre dueto do nado sincronizado no Campeonato Mundial de Esportes Aquáticos de 2015 foi realizada entre os dias  28 de julho e 30 de julho em Cazã na Rússia. 

## Calendário
| Fase          | Data        |
| ------------- | ----------- |
| Eliminatórias | 28 de julho |
| Final         | 30 de julho |

## Medalhistas
| Ouro                                            | Prata                              | Bronze                                      |
| Rússia · Natalia Ishchenko · Svetlana Romashina | China · Huang Xuechen · Sun Wenyan | Ucrânia · Lolita Ananasova · Anna Voloshyna |

## Resultados
| Pos.              | Nacionalidade   | Nadadoras                                 | Eliminatória | Eliminatória | Final   | Final |
| Pos.              | Nacionalidade   | Nadadoras                                 | Pontos       | Pos.         | Pontos  | Pos.  |
| ----------------- | --------------- | ----------------------------------------- | ------------ | ------------ | ------- | ----- |
| Medalha de ouro   | Rússia          | Natalia Ishchenko Svetlana Romashina      | 97.2667      | 1            | 98.2000 | 1     |
| Medalha de prata  | China           | Huang Xuechen Sun Wenyan                  | 95.4667      | 2            | 95.9000 | 2     |
| Medalha de bronze | Ucrânia         | Lolita Ananasova Anna Voloshyna           | 93.0333      | 4            | 93.6000 | 3     |
| 4                 | Japão           | Yukiko Inui Risako Mitsui                 | 93.5333      | 3            | 93.4333 | 4     |
| 5                 | Espanha         | Ona Carbonell Paula Klamburg              | 91.7000      | 5            | 92.2333 | 5     |
| 6                 | Itália          | Linda Cerruti Costanza Ferro              | 90.2000      | 6            | 90.9667 | 6     |
| 7                 | Canadá          | Jacqueline Simoneau Karine Thomas         | 89.6000      | 7            | 89.3667 | 7     |
| 8                 | França          | Laura Augé Margaux Chrétien               | 86.6667      | 8            | 87.3667 | 8     |
| 9                 | Grécia          | Evangelia Papazoglou Evangelia Platanioti | 84.8000      | 10           | 85.8333 | 9     |
| 10                | México          | Karem Achach Nuria Diosdado               | 85.7000      | 9            | 85.5333 | 10    |
| 11                | Estados Unidos  | Anita Alvarez Mariya Koroleva             | 84.4333      | 11           | 84.9667 | 11    |
| 12                | Brasil          | Luisa Borges Maria Eduarda Miccuci        | 84.2000      | 12           | 84.4667 | 12    |
| 13                | Áustria         | Anna-Maria Alexandri Eirini Alexandri     | 83.9000      | 13           |         |       |
| 14                | Coreia do Norte | Kang Un-ha Kim Un-a                       | 83.5667      | 14           |         |       |
| 15                | Chéquia         | Soňa Bernardová Alžběta Dufková           | 82.4000      | 15           |         |       |
| 16                | Suíça           | Sophie Giger Sascia Kraus                 | 82.2000      | 16           |         |       |
| 17                | Argentina       | Etel Sánchez Sofía Sánchez                | 79.9667      | 17           |         |       |
| 18                | Bielorrússia    | Iryna Limanouskaya Veronika Yesipovich    | 79.9000      | 18           |         |       |
| 19                | Israel          | Anastasia Gloushkov Ievgeniia Tetelbaum   | 79.8333      | 19           |         |       |
| 20                | Colômbia        | Estefania Álvarez Monica Arango           | 79.1667      | 20           |         |       |
| 21                | Uzbequistão     | Yuliya Kim Anastasiya Ruzmetova           | 77.5000      | 21           |         |       |
| 22                | Egito           | Samia Ahmed Dara Hassanien                | 77.0667      | 22           |         |       |
| 23                | Eslováquia      | Naďa Daabousová Jana Labáthová            | 76.9333      | 23           |         |       |
| 24                | Reino Unido     | Jodie Cowie Genevieve Randall             | 76.0333      | 24           |         |       |
| 25                | Croácia         | Rebecca Domika Mia Šestan                 | 76.0000      | 25           |         |       |
| 26                | Turquia         | Defne Bakırcı Mısra Gündeş                | 75.1667      | 26           |         |       |
| 27                | Aruba           | Anouk Eman Kyra Hoevertsz                 | 74.8000      | 27           |         |       |
| 28                | Chile           | Kelley Kobler Natalie Lubascher           | 74.2000      | 28           |         |       |
| 29                | Venezuela       | Oriana Carrillo Greisy Gómez              | 73.2667      | 29           |         |       |
| 30                | Austrália       | Bianca Hammett Nikita Pablo               | 73.1667      | 30           |         |       |
| 31                | Coreia do Sul   | Uhm Ji-wan Won Ji-soo                     | 71.9333      | 31           |         |       |
| 32                | Bulgária        | Hristina Damyanova Zlatina Dimitrova      | 71.8667      | 32           |         |       |
| 33                | Portugal        | Barbara Costa Diana Gomes                 | 69.3333      | 33           |         |       |
| 34                | Costa Rica      | Fiorella Calvo Natalia Jenkins            | 68.5667      | 34           |         |       |
| 35                | Cuba            | Yanela Chacón Odailys Suárez              | 66.0000      | 35           |         |       |
| 35                | África do Sul   | Emma Manners-Wood Laura Strugnell         | 66.0000      | 35           |         |       |
| 37                | Hong Kong       | Cho Man Yee Nora Pang Ho Yan              | 65.5333      | 37           |         |       |